# Narcissus jonquilla subsp. jonquilloides
Narcissus jonquilla subsp. jonquilloides es una subespecie de planta bulbosa perteneciente a la familia de las amarilidáceas que es endémica del sur de la península ibérica.

## Descripción
Es una planta bulbosa con las hojas de color verde con forma de junquillos. La inflorescencia con tres flores dispuestas en forma de umbela, las flores con el tubo recto. Se distribuyen por España y Portugal.

## Taxonomía
Narcissus jonquilla ssp. jonquilloides fue descrita por Baker y publicado en Handbook of the Amaryllideae 10, en el año 1888.
Etimología
Narcissus nombre genérico que hace referencia  del joven narcisista de la mitología griega Νάρκισσος (Narkissos) hijo del dios río Cephissus y de la ninfa Leiriope; que se distinguía por su belleza. 
El nombre deriva de la palabra griega: ναρκὰο, narkào (= narcótico) y se refiere al olor penetrante y embriagante de las flores de algunas especies (algunos sostienen que la palabra deriva de la palabra persa نرگس y que se pronuncia Nargis, que indica que esta planta es embriagadora). 
jonquilloides: epíteto
Sinonimia
- Narcissus jonquilloides Willk., Bot. Zeitung (Berlin) 18: 103 (1860), nom. illeg.
- Narcissus jonquilloides var. willkommii Samp., Bol. Soc. Brot., II, 7: 127 (1931).
- Narcissus willkommii (Samp.) A.Fern., Bol. Soc. Brot., II, 40: 213 (1966).
- Narcissus jonquilla subsp. willkommii (Samp.) Zonn., Pl. Syst. Evol. 275: 130 (2008), with incorrect basionym and basionym ref.
- Narcissus algarbiensis Fern.Casas, Fontqueria 55: 445 (2007), nom. superfl.[3]